# Pye Wacket

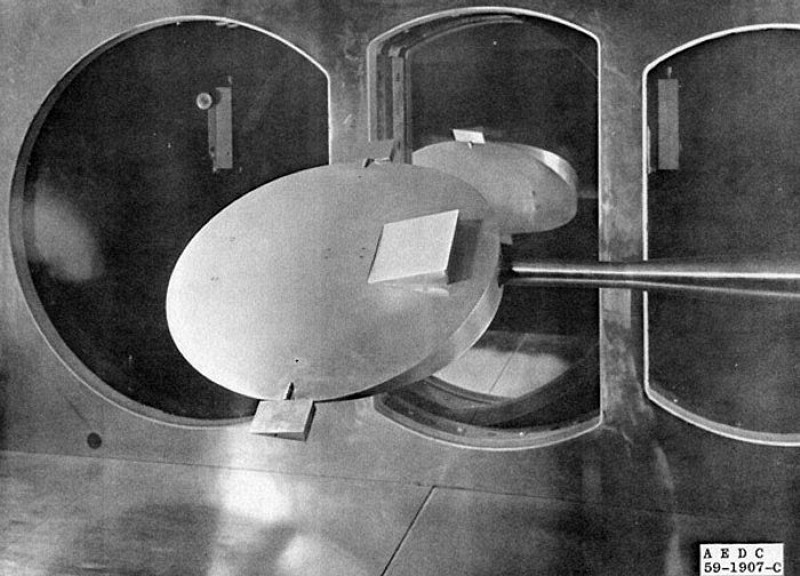
Prototype de missile Pye Wacket en 1959

Pye Wacket est un projet (programme) militaire abandonné par les États-Unis concernant le développement d'un missile air-air qui aurait dû avoir la forme d'une aile lenticulaire (soucoupe volante).

## Historique
Le missile fut développé par la division Convair de la General Dynamics Corporation en 1957. Devant voler à plus de Mach 6, il était prévu de servir de missile défensif pour le bombardier North American XB-70 Valkyrie volant à Mach 3 et dont le développement fut stoppé, entraînant celui du missile.

## Dans les théories du complot
Certaines théories du complot liées à l'ufologie évoquent la possibilité que les États-Unis se soient approprié une hypothétique technologie allemande décrite comme « OVNI du IIIe Reich » après la Seconde Guerre mondiale, via l'opération Paperclip, le project Silver Bug et le programme Pye Wacket.